# Oligandufinolhu
Oligandufinolhu  est une petite île inhabitée des Maldives.

## Géographie
Oligandufinolhu est située dans le centre des Maldives, au Sud de l'atoll Malé Sud, dans la subdivision de Kaafu. 